# ハロルド・カバレロス
ハロルド・カバレロス (Harold Caballeros 1956年6月20日 - )は、グアテマラ、グアテマラシティに生まれる。弁護士、政治家、ビジネスマン、教育者、エルシャダイ・ミニストリーズの創始者。
グアテマラ外務大臣就任（2012年1月14日〜2013年1月14日）

## 学歴
グアテマラのリセオハビエルで芸術と科学を学ぶ。フロリダ州マイアミ大学で経営管理学の修士号を取得。フレッチャー法科大学院にて国際関係の修士号を取得。神学の博士号を取得。ハーバード大学のWeatherhead、国際問題研究開発センターで大学院の研究を行った。

## 政治活動
2007年に彼が事務総長を務めるビジョンコンバロレス党を設立し、政治的キャリアを始めた。同年8月25日、彼はグアテマラシティの工業団地で党の最初の総会を開催[4]。 VIVAは、古典的共和主義に基づく長期的なビジョンと価値観のイデオロギーを持つ政党に根ざした社会運動である。

## ラジオビジョン株式会社
1996年に設立された25のラジオ局からなるRadios Vision Corporationの創設者。同ネットワークは、二十以上のラジオ局と共に活動する。

## ミニストリー
アメリカとヨーロッパ数カ国にある80以上の枝教会と、12,000人以上のメンバーがいる地元グアテマラの教会から成るエルシャダイ・ミニストリーズの創始者。
グアテマラのリバイバルに貢献。Youtube動画「神が町に訪れる時」参照。

## 著書
- 「勝利的な戦い」